# Reprezentacja Szwecji U-21 w piłce nożnej mężczyzn
Reprezentacja Szwecji U-21 w piłce nożnej – młodzieżowa reprezentacja Szwecji sterowana przez Szwedzki Związek Piłki Nożnej. Siedem razy wystąpiła w Mistrzostwach Europy U-21 w Piłce Nożnej (w 1986, 1990, 1992, 1998, 2004, 2009, 2015) oraz zakwalifikowała się do turnieju w 2017. Jej największym osiągnięciem jest zdobycie mistrzostwo w 2015. Reprezentacja powstała w 1978 roku, kiedy to UEFA wprowadziła nowe zasady odnośnie do młodzieżowych reprezentacji piłkarskich – drużyny do lat 23 zostały zastąpione przez zespoły do lat 21.

## Udział w międzynarodowych turniejach

### Mistrzostwa Europy
| 1978 | Nie zakwalifikowała się | Nie zakwalifikowała się |
| 1980 | Nie zakwalifikowała się | Nie zakwalifikowała się |
| 1982 | Nie zakwalifikowała się | Nie zakwalifikowała się |
| 1984 | Nie zakwalifikowała się | Nie zakwalifikowała się |
| 1986 | Awans                   | Ćwierćfinał             |
| 1988 | Nie zakwalifikowała się | Nie zakwalifikowała się |
| 1990 | Awans                   | III/IV miejsce          |
| 1992 | Awans                   | II miejsce              |
| 1994 | Nie zakwalifikowała się | Nie zakwalifikowała się |
| 1996 | Nie zakwalifikowała się | Nie zakwalifikowała się |
| 1998 | Awans                   | Ćwierćfinał             |
| 2000 | Nie zakwalifikowała się | Nie zakwalifikowała się |
| 2002 | Nie zakwalifikowała się | Nie zakwalifikowała się |
| 2004 | Awans                   | IV miejsce              |
| 2006 | Nie zakwalifikowała się | Nie zakwalifikowała się |
| 2007 | Nie zakwalifikowała się | Nie zakwalifikowała się |
| 2009 | Gospodarz               | III/IV miejsce          |
| 2011 | Nie zakwalifikowała się | Nie zakwalifikowała się |
| 2013 | Nie zakwalifikowała się | Nie zakwalifikowała się |
| 2015 | Awans                   | Mistrzostwo             |
| 2017 | Awans                   | Faza grupowa            |
| 2019 | Nie zakwalifikowała się | Nie zakwalifikowała się |